# YoungBloodZ
YoungBloodZ é um grupo americano de southern rap formado por J-Bo e Sean P (não confundir com o famoso Sean Paul de mesmo nome). O dúo se conheceu em Atlanta, em secundária. O grupo é também uma extensão da Attic Crew. 
Depois firmar por LaFace Records, foram mais conhecidos pelos singles "U Way" (1999) e "85 South" (2000) junto a Big Boi de Outkast. Depois de dois anos em branco, regressou com "Cadillac Pimpin", single que obteria certo êxito. Mas o êxito  alegaria com "Damn!", junto a Lil Jon e três anos mais tarde com "Datz Me" (con Young Buck) e "Presidential" (uma vez mais, com Lil Jon como produtor).

## Discografia

### Álbuns
- 1999: Against Da Grain #92 US
- 2002: Drankin' Patnaz #5 US (Oro)
- 2005: Ev'rybody Know Me

### Singles
| Ano  | Canção                       | Posições   | Posições       | Posições | Álbum             |
| Ano  | Canção                       | US Hot 100 | US R&B/Hip-Hop | US Rap   | Álbum             |
| ---- | ---------------------------- | ---------- | -------------- | -------- | ----------------- |
| 1999 | "U-Way (How We Do It)"       | -          | #46            | #3       | Against Da Grain  |
| 2000 | "85/Billy Dee (Interlude)"   | -          | -              | -        | Against Da Grain  |
| 2002 | "Whatchu Lookin' At"         | -          | -              | -        | Drankin' Patnaz   |
| 2002 | "Cadillac Pimpin'"           | -          | #93            | -        | Drankin' Patnaz   |
| 2003 | "Damn!" (feat. Lil' Jon)     | #4         | #2             | #1       | Drankin' Patnaz   |
| 2003 | "Lean Low" (feat. Backbone)  | -          | #94            | -        | Drankin' Patnaz   |
| 2005 | "Datz Me" (feat. Young Buck) | -          | -              | -        | Ev'rybody Know Me |
| 2005 | "Presidential"               | #81        | #26            | #20      | Ev'rybody Know Me |

### Aparições
- 2003: "Come Get Some" TLC feat. Lil Jon & Sean Paul de YoungBloodz
- 2004: "Okay" Nivea feat. Lil Jon & YoungBloodZ
- 2006: "Do It to It" Cherish feat.Sean Paul de YoungBloodZ
- 2006: "Snap Yo Fingers" Lil Jon feat. E-40 & Sean Paul de YoungBloodZ
- 2006: "You Should Be My Girl" Sammie feat. Sean Paul de YoungBloodZ